# Mathieu Louis Hocquart
Pour les articles homonymes, voir Hocquart.
Mathieu Louis Hocquart est un homme politique français né le 4 juin 1760 à Paris et mort le 14 mai 1843 à Toulouse (Haute-Garonne).

## Biographie
Premier président de la cour d'appel de Toulouse en 1815, il est député de la Haute-Garonne de 1820 à 1827 et de 1828 à 1831, siégeant à droite.

## Écrits
- Ma réponse aux cris de Mr le vicomte de Panat, Toulouse, 1832[1].

## Sources
- « Mathieu Louis Hocquart », dans Adolphe Robert et Gaston Cougny, Dictionnaire des parlementaires français, Edgar Bourloton, 1889-1891 [détail de l’édition]